# 78 î.Hr.

## Decese
- Lucius Cornelius Sulla Felix, general și dictator roman (n. 138 î.Hr.)